# 欧贝维尔
欧尔维尔（法語：Auberville，法語發音：[obɛʁvil] ⓘ）是法国卡尔瓦多斯省的一个市镇，属于利雪区。

## 地理
欧贝维尔（49°18'22"N, 0°1'45"W）面积2.62 平方千米，位于法国诺曼底大区卡爾瓦多斯省，该省份为法国西北部沿海省份，北濒大西洋英吉利海峡，东北与滨海塞纳省以海上边界相接，东临厄尔省，南至奧恩省，西与芒什省接壤。
与欧贝维尔接壤的市镇（或旧市镇、城区）包括：滨海戈讷维尔、滨海维莱。

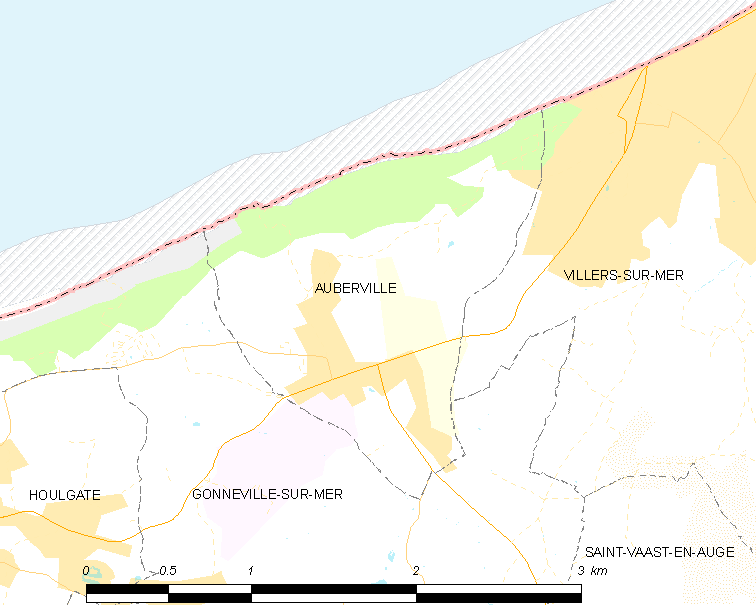
欧贝维尔的OSM定位图

欧贝维尔的时区为UTC+01:00、UTC+02:00（夏令时）。

## 行政
欧贝维尔的邮政编码为14640，INSEE市镇编码为14024。

## 政治
欧贝维尔所属的省级选区为卡堡县。

## 人口

1962-2008年间欧贝维尔人口变化图示

欧贝维尔于2022年1月1日时的人口数量为603人。